# Anuradhapura
Anuradhapura (අනුරාධපුරය trong tiếng Sinhala, அனுராதபுரம் trong tiếng Tamil) là một trong những kinh đô cổ của Sri Lanka, là thành phố linh thiêng ở Sri Lanka. Thành phố thiêng Anuradhapura nổi tiếng với các di tích được bảo quản tốt thuộc nền văn minh Lanka. Thành phố thiêng này là một di sản thế giới UNESCO. Anuradhapura cách thủ đô Colombo 205 km và thuộc tỉnh Bắc Trung Bộ, nằm ở hai bên bờ sông Malvathu Oya. Từ thế kỷ 4 trước Công nguyên, thành phố này là kinh đô Sri Lanka cho đến đầu thế kỷ 11. Trong thời kỳ này nó vẫn là một trong những trung tâm quyền lực chính trị và thành thị ổn định và bền bỉ ở Nam Á. Thành phố này được xem là thành phố thiêng của thế giới Phật tử và ngày nay được bao quanh bởi các chùa trên diện tích 40  km².

## Mô tả
Anuradhapura được phát hiện vào khoảng cuối thế kỷ V TCN và là thủ phủ của Sri Lanka của quốc đảo Sri Lanka trong 14 thế kỷ. Tại trung tâm thành phố có trồng một cây bồ đề thánh, truyền thuyết kể rằng đây chính là một cành chiết của cây bồ đề Ficus Religiosa tại Ấn Độ mà Đức Phật đã từng ngồi và ngộ đạo bên dưới gốc cây này. Và người ta ước tính tuổi của cây khoảng 2500 năm tuổi và mỗi năm nơi đây với lời đồn về cây bồ đề thánh đã thu hút một lượng lớn khách du lịch.
Vùng đất thánh được canh gác rất nghiêm ngặt, các xe phải dừng lại từ rất xa rồi đi bộ vào và phải đi qua các cổng kiểm soát cẩn thận. Du khách khi đến đây sẽ được tham quan quần thể di tích Sri Mahabodhiya - nơi có cây bồ để cổ thủ hàng nghièn năm tuổi. Người dân ở đây sẽ không can thiệp vào quá trình phát triển của cây, để cây mọc và phát triển bình thường. Họ chỉ chống đỡ những khi có gió thổi, và khi những lá cây rụng xuống chúng được người dân mang về để thờ.
Trong khu quần thể, Lovamahapya là đại giảng được xây dựng vào thể kỷ II, dài hơn 100m. Hiện nay chỉ còn lại các cột đá, gồm 40 hàng và mỗi hàng có 40 cột tổng cộng có 1600 cái. Tháp Ruvanvelisaya màu trắng nổi bật trong vùng thánh địa được xây dựng vào thế kỷ II, được trùng tu cách đây khoảng 50 năm. Xung quanh tháp là tường thành có khắc hình voi.Ngoài ra còn có tháp Jetavanarama được xây dựng vào thế kỷ III, và là tháp lớn nhất của Sri Lanka với đường kính 200m.

## Hình ảnh

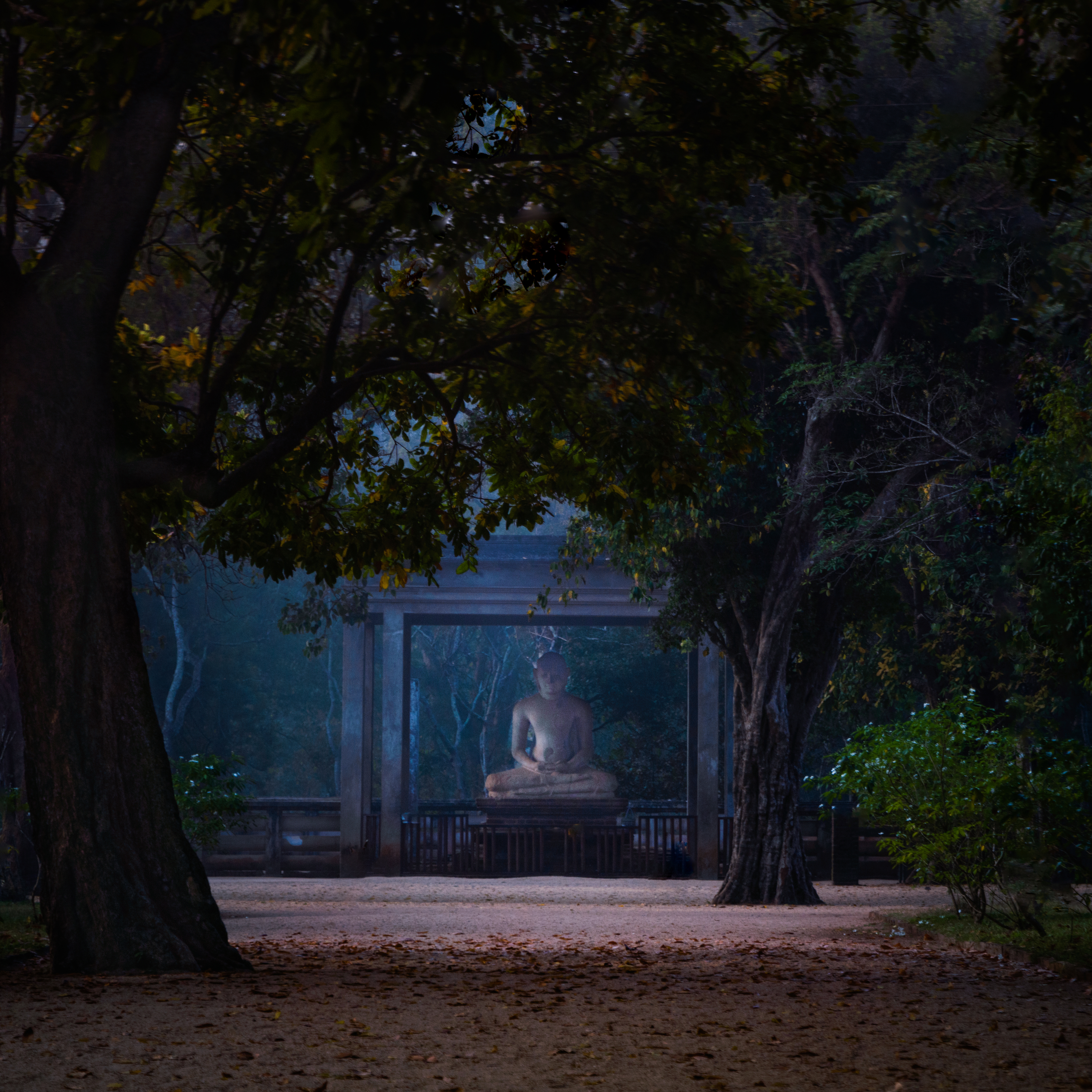
Tượng Phật Samadhi
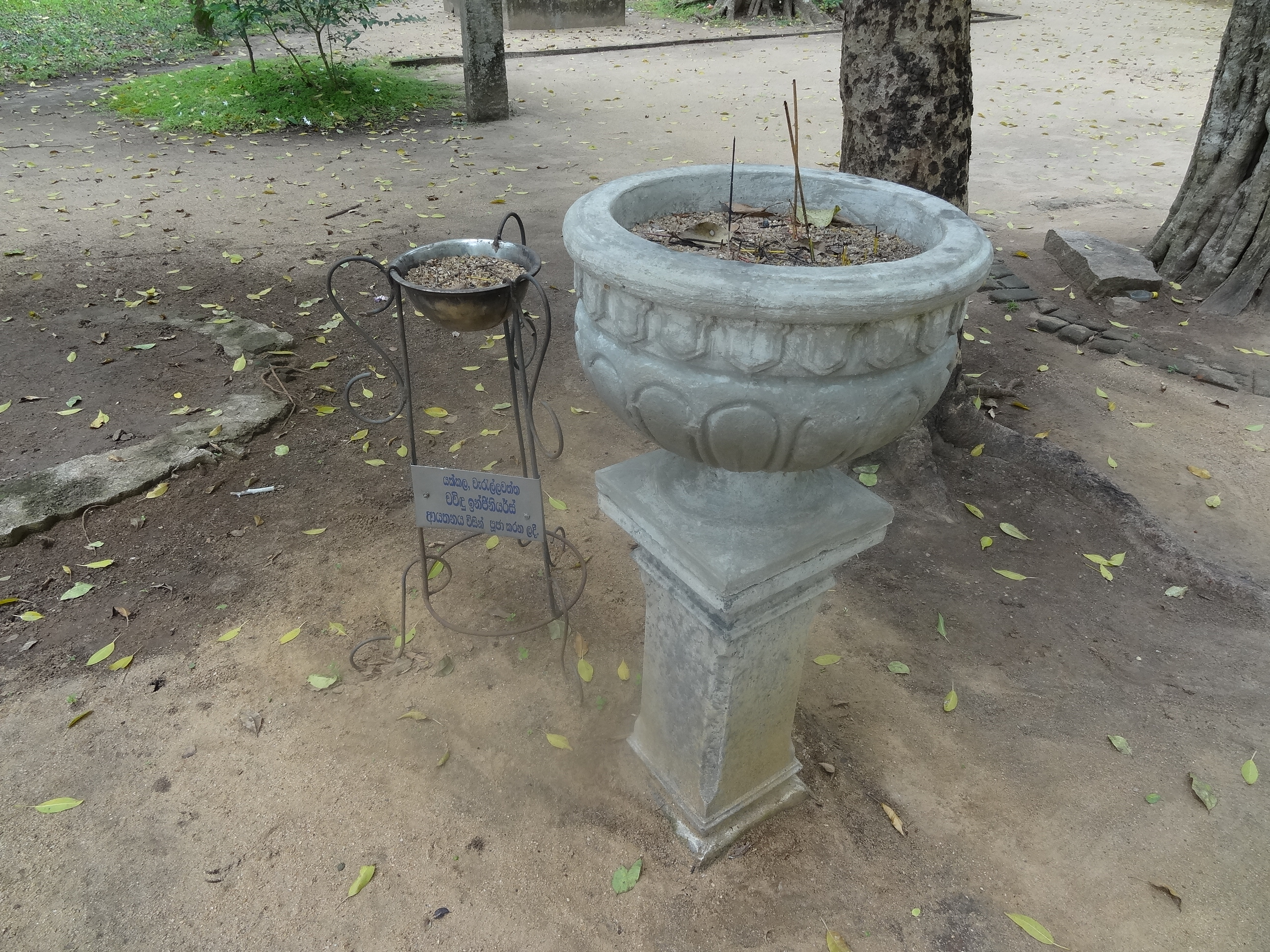
Lư hương đá